# Schlickermalerei

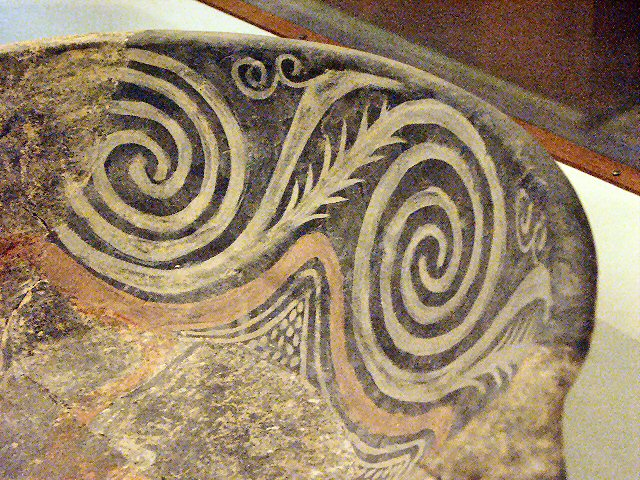
Ornament im Kamares-Stil an einem Gefäß

Als Schlickermalerei wird eine Technik zur Bemalung von Keramikerzeugnissen bezeichnet, bei der mit einem Pinsel eine andersfarbige, dickflüssige Tonsuspension (Schlicker) auf eine ausgeformte, lederharte, aber noch nicht gebrannte Tonware aufgebracht wird. Bei Irdenware ist dies eine gebräuchliche Dekortechnik.
Wenn dieser Schlicker mit einem Malhorn oder ähnlichem Gerät aufgebracht wird, so spricht man von einem Malhorndekor.

## Barbotine-Technik

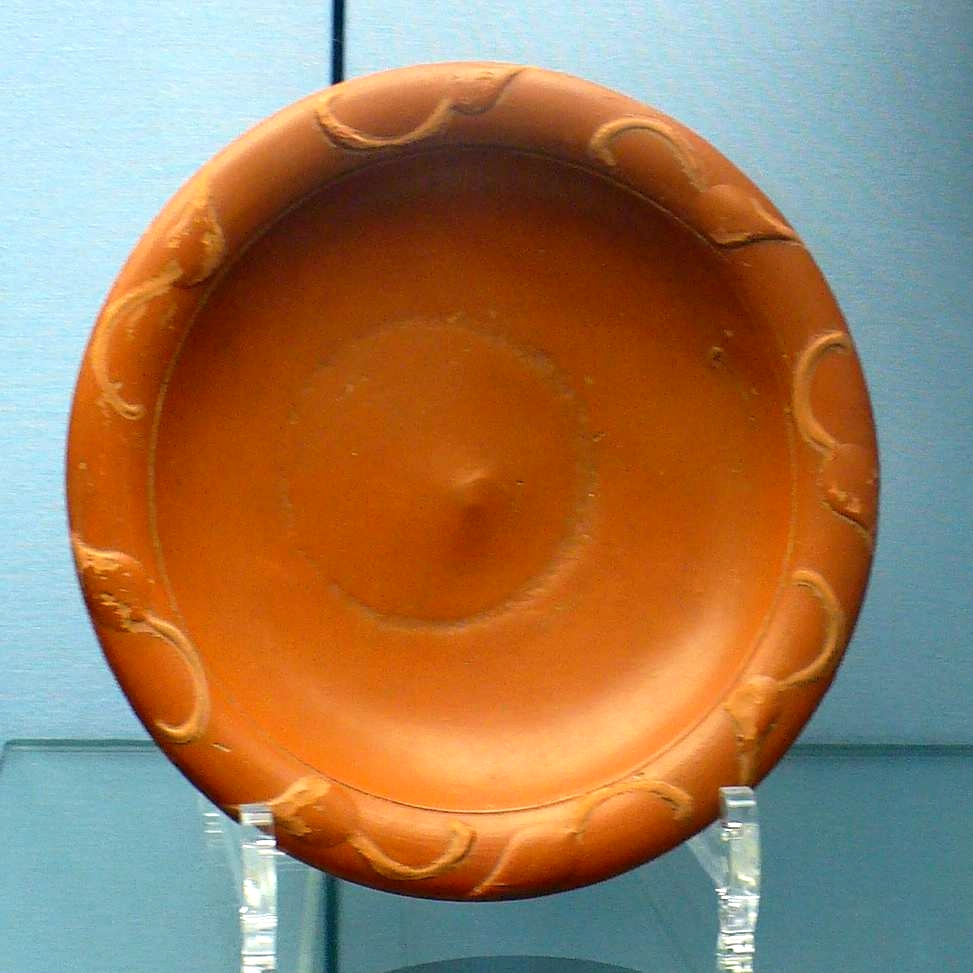
Römischer Terra-sigillata-Teller mit Barbotinedekor

Im archäologischen Kontext wird für die Schlickermalerei auch der Begriff Barbotine-Technik verwendet. Besonders gebräuchlich ist diese Bezeichnung in der Ansprache minoischer Keramik des Kamares-Stils und in der attischen Vasenmalerei des 4. Jahrhunderts v. Chr., wo sie in der so genannten Schwarzfirnis-Keramik weit verbreitet ist. Bekannt sind barbotineverzierte Gefäße aber vor allem aus der römischen Epoche. Die Technik wurde bei einer Vielzahl unterschiedlicher Warenarten angewandt. Barbotinedekor findet sich auf Terra Sigillata, Belgischer Ware ebenso wie auf der so genannten Wetterauer Ware. Prominent sind weiterhin schwarz-engobierte Becher mit schwarzer (sogenannte „Jagdbecher“) oder weißer Auflage, die sogenannten Trierer Spruchbecher.
Samanidische Töpfer entwickelten eine slip painting genannte Maltechnik mit buntem, flüssigem Ton, wozu sie flüssigen Ton unter die Pigmente aus Metalloxiden mischten. Der als Haftmittel dienende Ton bewirkt, dass der Dekor nicht verrinnt, wenn er mit der Glasur in Kontakt kommt. Beispiele solcher Töpferware  sich in großer Menge in Samarra.